# Ariana (gmina)
Ariana (gr. Δήμος Αρριανών, Dimos Arianon) – gmina w Grecji, w administracji zdecentralizowanej Macedonia-Tracja, w regionie Macedonia Wschodnia i Tracja, w jednostce regionalnej Rodopy. W 2011 roku liczyła 16 577 mieszkańców. Powstała 1 stycznia 2011 roku w wyniku połączenia dotychczasowych gmin Ariana i Filira oraz wspólnot Kiechros i Organi. Siedzibą gminy jest Filira.